# Rhett Butler
Rhett Kershaw Butler – główny bohater powieści Margaret Mitchell Przeminęło z wiatrem.

## Historia

### „Przeminęło z wiatrem”autorstwaMargaret Mitchell

#### Przed wojną
(rozdziały 1−6)
Na początku noweli, Rhett – R.K.B. – zjawia się w posiadłości rodziny Wilkes, „Dwunastu Dębach”, podczas barbecue, gdzie zostaje opisany jako gość z Charlestonu. „Czarna owca”, wydalona z akademii West Point i nie jest przyjmowana przez żadnego członka rodziny z określoną reputacją w Charleston i możliwe, że w całej Południowej Karolinie. W książce wspomniane jest tylko, że ma ojca, matkę i siostrę Rosemary oraz brata i szwagierkę. Jest także prawnym opiekunem pewnego przystojnego chłopca w Nowym Orleanie. Jego dziadek był natomiast piratem. Oprócz siostry, Mitchell nie nadała im imion w swej powieści. Zyskali je dopiero w kontynuacji, pt „Scarlett”, od innej autorki.

#### Podczas wojny
(rozdziały 7−28)
Grywał też hazardowo w karty i uchodził za człowieka bez zasad. Po wybuchu wojny secesyjnej opowiedział się co prawda po stronie Konfederacji, ale bez obowiązkowego – wśród jego południowych znajomych – patriotycznego uniesienia.
Nie zaciągnął się początkowo do armii. Stąd bywał uważany za tchórza. Na własną rękę prowadził tajne operacje związane z łamaniem narzuconej przez Północ blokady gospodarczej. Dorobił się olbrzymiego majątku na kontrabandzie. Scarlett wzdychała za Ashleyem Wilkesem, lecz ten zaręczył się z Melanią Hamilton. W akcie złości, Scarlett poślubiła brata Melanie, Charlesa, tuz przed rozpoczęciem wojny secesyjnej. Została wdową, gdyż Charles Hamilton zmarł na odrę. Podczas zabawy w Atlancie, Rhett pojawił się i bezwstydnie zaoferował 150 dolarów w złocie za taniec tylko ze Scarlett, na co ona się zgodziła.
Podczas bitwy pod Atlantą, Rhett znalazł Scarlett, Wade'a Hamilton, Melanie (żonę Ashleya), Beau Wilkes (syna Ashleya) i Prissy (służącą Scarlett), po czym wywiózł ich przez nie zamkniętą oblężeniem część miasta w kierunku Tary. Następnie porzucił ich po drodze by włączyć się do walki.

#### Po wojnie
(rozdziały 29−63)
Po kapitulacji Południa, Scarlett zrozumiała, że cena bawełny skoczy w górę. Życie w Tarze zaczęło wracać do normy ale kontrybucja nałożona na pokonanych groziła odebraniem kobiecie domu. Postanowiła odwiedzić Rhetta, ale ten był zamknięty w areszcie jankeskim, gdyż zabił wyzwolonego Afroamerykanina gdyż zbytnio nadstawiał się damie. Jego pieniądze, bezpieczne, były jednak nieosiągalne. Wpadła na pomysł by wyjść za bogatego właściciela drewutni, Franka Kennedy'ego, który był narzeczonym „Suellen” i przedsiębiorcą, zarabiającym krocie na odbudowie domów. Suellen znienawidziła za to swą siostrę.
Rhett został wypuszczony z więzienia, gdyż zbyt dużo wiedział o nadużyciach rządu federalnego i strach przed tym, że coś wyjawi zmusiła odpowiednich ludzi do wypuszczenia go z więzienia.
Ojciec mężczyzny zmarł w grudniu 1866 roku. Wtedy też mógł kupić matce i siostrze dom po tym jak ich plantacja spaliła się a ojciec odmawiał pomocy i kontaktu z pierworodnym synem.
Scarlett została napadnięta przez wyzwoleńca co wywołało furię Franka i jego odwet wraz z Ku Klux Klanem. Został postrzelony w głowę. Rhett dał przedstawienie Jankesom i wrócił do domu udając pijanego z Ashleyem i Dr Meade a ich fałszywą historię potwierdziła Belle Watling, kierowniczka domu publicznego. Żony mężczyzn, choć zgorszone, były wdzięczne za ocalenie życia małżonkom.
Rhett w końcu nakłonił Scarlett na ślub gdy była w żałobie po Franku co wywołało burzę plotek w mieście. W 1869 roku Scarlett urodziła ich córkę, Eugenie Victorię „Bonnie Blue” Butler. Pomimo to, małżeństwo nie układa się. Pośród ciągłych kłótni i walk między małżonkami, Rhett skupił się na rozpieszczaniu małej „Bonnie Blue”, gdyż Scarlett oświadczyła mu, że nie chce więcej dzieci, więc poczęli spać w osobnych łóżkach. Po jakimś czasie dotarły do niego plotki, od siostry Ashleya Indii Wilkes, że on i Scarlett mają romans. Rhett był bardziej pijany niż Scarlett kiedykolwiek go widziała. Wrócił z przyjęcia długo po swej małżonce. Doszło do kolejnej kłótni po której on brutalnie zabrał ją do swojej sypialni. Scarlett była tak zaskoczona jego zachowaniem, że uległa mu i do gwałtu nie doszło. Nazajutrz Rhett wyjechał z Bonnie a Scarlett wciąż nie była pewna czy kocha go. Dowiedziała się, za to, że jest w czwartej ciąży. Po powrocie, przekazała mu tę nowinę, ale gdy doszło do kolejnego starcia, Scarlett stała na górze schodów i gdy próbowała uderzyć męża, ten zrobił unik, przez co spadła na sam dół, co doprowadziło do poronienia. Przerażony tym, że mógł ją zabić, sprowadził Melanię. Ta powiedziała mu, że Scarlett jest nieprzytomna i nie pytała o niego. Wywnioskował, że wciąż kocha Ashleya i chciał to powiedzieć Melanie, ale w ostatniej chwili się wycofał.
Scarlett odbyła rekonwalescencję z Wadem i Ellą w Tarze. Po powrocie do Atlanty, odkryła, że postawa Rhetta wyraźnie się zmieniła. Jest trzeźwy, uprzejmy i na pozór bezinteresowny. Choć czasami tęskni za starym Rhettem, Scarlett jest zadowolona, że może zostawić go w spokoju. W drodze powrotnej do domu, podpuszczona przez Rhetta, zdecydowała się sprzedać tartaki Ashleyowi. Wilkes uzyskał pieniądze z niewiadomego mu źródła, a właściwie od Rhetta, o czym wiedziała tylko Melania.
W międzyczasie, Rhett miał niesprzyjającą towarzyską pozycję pośród mieszkańców Atlanty. Przez wiele lat przerzucał dla nich towary codziennego użytku za wysoką cenę. Sam przyznawał się wiele razy, że nie wierzy w świętą Sprawę Południa przez co do siebie zraził wiele osób. Bogacił się gdyż koniunktura mu na to pozwalała. Przestawał z Jankesami, grał z nimi w karty i sam prowadził z nimi interesy. Zmienił się pod wpływem Bonnie, gdyż coraz rzadziej przestawał z poprzednim towarzystwem, powoli i sukcesywnie wracając do starych Konfederatów. sam przyznał się, że uszczknął i ukrył co nieco z wielomilionowego skarbca Konfederacji i po wojnie, wbrew „Rekonstrukcji”, finansować powrót demokratów do władzy w stanie Georgia. Kontaktując się z kobietami Konfederacji, przyznał się, że służył jako artylerzysta w ostatnim okresie wojny. Dolly Merriweather sprawdziła to zyskał tym jej uznanie i szacunek, Wszystko to robił dla „Bonnie Blue” by w przyszłości mogła poznać dobrą partię i bywać w towarzystwie, w przeciwieństwie do jej matki, Scarlett, z którego to ją dawno wykluczono.
Bonnie miała cztery lata w 1873 roku. Ożywiona i rozmyślna, miała ojca owiniętego wokół palca i spełniającego każde jej żądanie. Nawet Scarlett była zazdrosna o uwagę „Bonnie Blue”. Rhett jeździł konno po mieście z Bonnie przed sobą i wkrótce także ją nauczył jeździć konno na kucyku. To doprowadziło wkrótce do tragedii, gdyż uparta dziewczyna nie posłuchała ojca i chciała pokazać co potrafi na zwierzęciu. Ten nie przeskoczył przeszkody tylko strącił z siodła „Bonnie Blue” przez co złamała kark i zmarła. Rhett zastrzelił kucyka i popadł w depresję. Dopiero śmierć Melanie uzmysławia Scarlett, że nie kochała Ashleya, tylko męża. Było już jednak za późno i Butler opuścił ich dom, wypowiadając do Scarlett słowa „mam już to gdzieś” (ang. „I don't give a damn”).

### „Scarlett”

#### Książka autorstwaAlexandry Ripley
Po śmierci Melanie, Scarlett doświadczyła kolejnej straty. Umierała Mammy, jej wieloletnia niania. Wróciła do Tary i podszywając się pod szwagra, sprowadziła Rhetta na miejsce. Mammy wymusiła na nim, by opiekował się Scarlett ale ten nie zamierzał dochować przyrzeczenia. Po śmierci czarnoskórej przyjaciółki, Scarlett i Rhett znowu się pokłócili co doprowadziło do odejścia Rhetta. Scarlett postanowiła odzyskać go. W tym celu odwiedziła Charleston by wygrać na swą stronę matkę Rhetta, Eleanor. Podczas pobytu, namówiła go by udali się w podróż łodzią, która to znalazła się w środku sztormu. Dopływają na wyspę, gdzie doszło do seksualnego zbliżenia w jednym z domów na plaży. W końcu przyznał, że kocha żonę, ale nie chce znowu zatracić siebie i zmieniać się dla niej. Zostawił ją w półżywą w domu swej matki z listem, że podziwia jej odwagę, ale nie chce jej już widzieć. Scarlett zostawiła list dla teściowej, który to jej szwagierka Rosemary spaliła. Wkrótce sama Scarlett otrzymała dokument orzekający o rozwodzie z Rhettem. Zaskoczył ją, gdy usłyszała, że ożenił się z Anne Hampton, przypominającą Melanie Wilkes pod względem osobowości.
Spotkali się kilkukrotnie po tym i przekonali, że wciąż się kochają. Scarlett dowiedziała się jednak, że Anne jest w ciąży i sama przyjęła oświadczyny Lorda Fentona. Wiadomość o jej zaręczynach przedostała się do wiadomości publicznej. Pijany Rhett obraził byłą żonę ją, gdy wpadł na nią niego podczas wyścigu konnego. Scarlett dowiedziała się, że Anne i dziecko zmarły, a ona pospieszyła z powrotem do Ballyhary, mając nadzieję, że Rhett będzie jej szukać. Znalazła tam Brytyjczyków z nakazem aresztowania swego kuzyna, księdza Columa O'Hara, który był szefem grupy irlandzkich terrorystów, Fenian. Colum został zamordowany a w odwecie został podpalony angielski arsenał. Wieśniacy, myśląc, że Scarlett sprzyja Anglikom, spalili jej dom. Rhett przybył jej na ratunek i próbował przekonać ją do ucieczki razem z nim, ale Scarlett szukała córki i krzyczała za nią. Kiedy wyjawiła Rhettowi, że jest ojcem Katie Colum, pomógł jej szukać. Po znalezieniu dziewczynki wspięli się na wysoką wieżę na Ballyharze i zostali tam na noc. Rhett i Scarlett powiedzieli sobie „kocham cię”. Obudzili się następnego ranka, gotowi do wspólnego życia i opuszczenia Irlandii.

#### Miniserialw reżyseriiJohna Ermana
Postać lorda Fentona (Sean Bean) jest o wiele bardziej zła niż w powieści. Zmusza służącą Mary Boyle (Tina Kellegher) do uprawiania z nim seksu, a także zgwałcił Scarlett (Joanne Whalley-Kilmer). Mary zabiła go w odwecie, ale Scarlett została oskarżona o zbrodnię. Fabuła w tym momencie całkowicie odwraca się od powieści. Kiedy Scarlett zostaje postawiona przed sądem, Rhett (Timothy Dalton) pojawia się by ją bronić i dowiaduje się o swej córce Katie. Wychodzi też na jaw również, że ksiądz Colum (Colm Meaney) został zabity przez Lorda Fentona, gdy Colum chciał, aby Fenton wspierał Mary, która była w ciąży z dzieckiem Fentona. Mary próbowała popełnić samobójstwo, topiąc się w rzece, ale traci ciążę a Rhett ratuje ją. Podczas procesu Mary nadal niechętnie przyznaje się do zabicia Fentona, ale czyni to po tym, jak Scarlett zostaje uznana za winną morderstwa. Później Rhett i Scarlett łączą się ze sobą i postanawiają podróżować po świecie ze swą córeczką (Apryl O'Shaughnessy).

### „Rhett Butler” autorstwaDonalda McCaig
Jest to autoryzowane uzupełnienie legendarnego Przeminęło z wiatrem pióra autora wielu poczytnych książek o wojnie secesyjnej. Osią powieści, której akcja rozgrywa się w latach 1843-1874, są dzieje Rhetta Buttlera. Na tle bogatej panoramy sennego i rozleniwionego Południa rozgrywają się dramatyczne wydarzenia, które ukształtują bohatera takim, jakim poza go Scarlett. Czytamy o mało sielankowym dzieciństwie na farmie ryżu, narastającym konflikcie z apodyktycznym ojcem, strasznej hańbie, którą okrył się Rhett, gdy wyrzucono go z akademii wojskowej West Point, wreszcie o kształtowaniu się jego liberalnych poglądów. McCraig porusza w powieści problemy segregacji rasowej, znakomicie opisuje również współczesne zwyczaje, bolączki i uprzedzenia. Dzięki tej powieści czytelnik ma okazję poznać szereg wydarzeń, które doprowadziły do historii napisanej przez Margaret Mitchell, a także spojrzeć na wielką miłość bohatera do Scarlett z innego, męskiego punktu widzenia.

{{Cytat}} Linki zewnętrzne: "źródło".
Obejmuje lata 1841 – 1874.
- Louis Valentine Butler to dziadek Rhetta od strony ojca, Stevena[20][21].
- Julian Butler to brat Rhetta[9].
- Penelope to drugie imię siostry Rhetta, Rosemary[22].
- Kershaw to drugie imię Rhetta[1].
- John Haynes jest mężem Rosemary[23]. Zginął podczas wojny secesyjnej[23].
- Eleonora Kershaw − matka Rhetta − była córką Ezry Balia Kershaw[22].
- Louisa Valentine Ravanel to syn Rosemary[24].
- W rozdziale 32. ojciec Rhetta umiera[25].
- W rozdziale 40. matka Rhetta umiera[26].
- Andrew Ravanel to drugi mąż Rosemary[27], który podobnie jak John Haynes, zmarł w trakcie trwania małżeństwa[28]. Popełnił samobójstwo[29],

## Źródła
- Margarett Mitchell, Przeminęło z wiatrem, wydawnictwo Albatros, Warszawa 2018, przełożyła Celina Wieniewska, rozdziały 1-63, stron 1135, ISBN 978-83-7985-662-6
- Aleksandra Ripley, Scarlett tom 1, wydawnictwo Atlantis, Warszawa 1991, przełożył Robert Reszke, rozdziały 1-32, stron 311, ISBN 83-900006-8-7
- Aleksandra Ripley, Scarlett tom 2, wydawnictwo Atlantis, Warszawa 1991, przełożył Robert Reszke, rozdziały 33-89, stron 492, ISBN 83-900006-8-7
- Donald McCaig, Rhett Butler. Przeminęło z wiatrem, wydawnictwo Albatros, Warszawa 2007, przełożyła Joanna Dąbrowska, rozdziały 1-60, stron 558, ISBN 978-83-7359-649-8